# Princess Watahwaso
Princess Watahwaso, eigentlich Lucy Nicolar Poolaw (22. Juni 1882 in Penobscot County, Maine – 27. März 1969 ebenda) war eine US-amerikanische Sängerin (Sopran). Sie war die erste Sängerin indianischer Herkunft, die in den USA eine erfolgreiche Karriere aufzuweisen hatte.

## Leben
Princess Watahwaso wurde vom Komponisten Thurlow Lieurance entdeckt. Mit diesem unternahm sie ausgedehnte Reisen und sang in Konzerten seine Kompositionen sowie von ihm bearbeitete indianische Lieder.
Ihre Stimme ist auf Victor-Schallplatten erhalten geblieben.